# Aaron Jones
Aaron LaRae Jones (nascido em 2 de Dezembro de 1994) é um jogador de Futebol americano que atua na posição de Running Back pelo Minnesota Vikings na National Football League. Foi escolhido na 182ª escolha geral no Draft da NFL de 2017 pelo Green Bay Packers.